# Полиция штата Нью-Йорк
Полиция штата Нью-Йорк — является официальной полицейской силой в штате Нью-Йорк, являющаяся частью исполнительного департамента штата Нью-Йорк.

## История
В начале 1900-х годов было выдвинуто несколько предложений по созданию полиции штата, но все законопроекты сталкивались с оппозицией со стороны профсоюзов. Наконец, в ответ на огласку убийства прораба Сэма Хауэла (Sam Howell) в округе Уэстчестер, в 1917 году был принят закон о создании полиции в штате Нью-Йорк. Полиция штата Нью-Йорк официально была учреждена 11 апреля 1917 года Легислатурой штата Нью-Йорк.
Первым директором стал Джордж Флетчер Чендлер (George Fletcher Chandler), который отвечал за развитие и организацию подразделения. Чендлер ввёл термин «New York State Troopers» и был сторонником ношения оружия офицерами на поясе, что не было обычной практикой в то время.
Полиция штата Нью-Йорк также обеспечивает безопасность губернатору и его заместителю.

## Структура организации

### Основа
Полицией штата руководит директор (Superintendent), которого назначает губернатор Нью-Йорка.
- Директор
  - Полевое командование
    - Патрульные полицейские
      - Полевые отряды
      - Специальные службы
        - Авиационный отдел
        - Отдел управления особыми ситуациями
        - Отдел школьной и общественной информации
        - Отдел утилизации взрывчатки
        - Кинологическое подразделение
        - Команда дайверов
        - Группа реагирования на специальные операцииeng
        - Морская группа
        - Велосипедный патруль
        - Снегоходная группа
        - Транспортный патруль

      - Служба безопасности дорожного движения и соблюдения ПДД

    - Бюро уголовных расследований
      - Отдел азартных игр
      - Отдел по борьбе с наркотиками
      - Отдел компьютерных преступлений
      - Отдел тяжких преступлений
      - Команда по обеспечению соблюдения законов о наркотических веществах
      - Служба поддержки судебных расследований

    - Управление по борьбе с терроризмом
      - Разведывательный центр полиции штата
      - Отдел пограничной разведки
      - Отдел поддержки CALEA(Communications Assistance for Law Enforcement Act)
      - Отдел уголовной разведки
      - Центр по борьбе с терроризмом
      - Группа электронного наблюдения
      - Группа по финансовым преступлениям
      - Отдел разведки банд
      - Отдел наркоразведки
      - Отдел первичной разработки
      - Специальная следственная группа

  - Подразделения штаб-квартиры
    - Администрация
    - Технологии и планирование
    - Связь с персоналом
    - Отдел кадров
    - Бюро внутренних дел

### Отряды

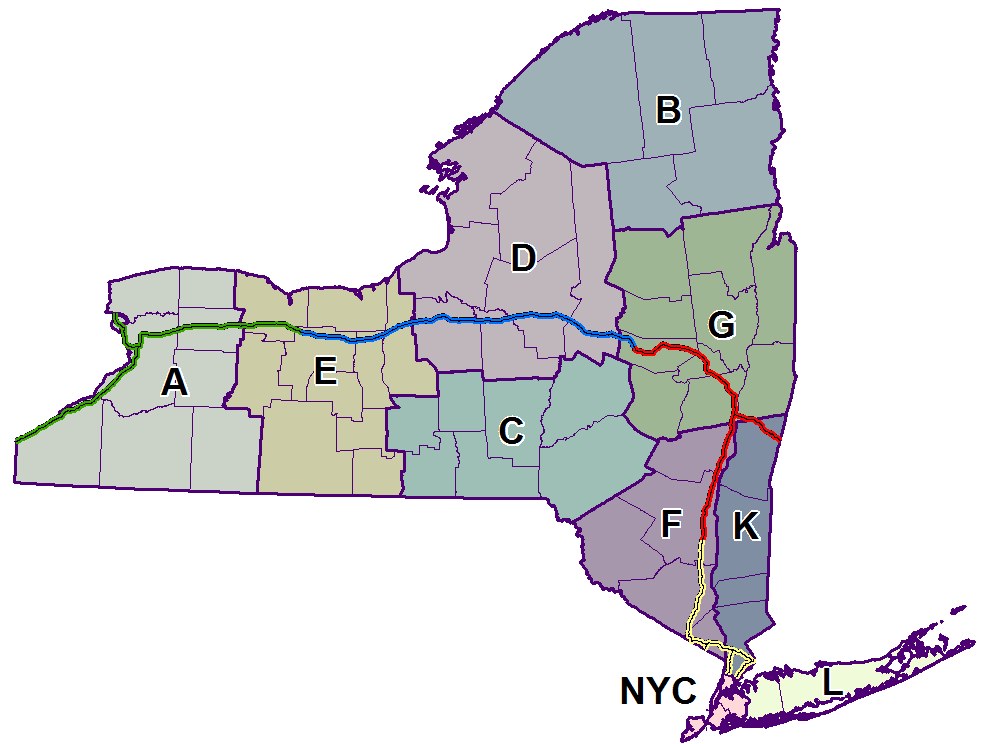

Полиция штата Нью-Йорк географически делит штат на одиннадцать «Отрядов», каждый из которых включает в себя несколько округов. Каждый отряды контролируются «Командиром отряда», как правило, в звании майора.
- Отряд А — округ Аллегейни, округ Каттарогус, округ Шатокуа, округ Эри, округ Дженеси, округ Ниагара, округ Орлеан, округ Вайоминг.

- Отряд B — округ Клинтон, округ Эссекс, округ Франклин, округ Гамильтон, округ Сент-Лоренс.

- Отряд C — округ Брум, округ Шенанго, округ Кортленд, округ Делавэр, округ Отсиго, округ Тайога, округ Томпкинс.
- Отряд D — округ Херкимер, округ Джефферсон, округ Льюис, округ Мадисон, округ Онайда, округ Онондага, округ Осуиго.
- Отряд E — округ Кейюга, округ Шеманг, округ Ливингстон, округ Монро, округ Онтэрио, округ Скайлер, округ Сенека, округ Стьюбен, округ Уэйн, округ Йейтс.
- Отряд F — округ Грин, округ Ориндж, округ Рокленд, округ Салливан, округ Алстер.
- Отряд G — округ Олбани, округ Фултон, округ Гамильтон, округ Монтгомери, округ Ренселер, округ Саратога, округ Скенектади, округ Скохари, округ Уоррен, округ Вашингтон.
- Отряд K — округ Колумбия, округ Датчесс, округ Патнам, округ Уэстчестер.
- Отряд L — округ Нассо, округ Саффолк.
- Отряд NYC — Нью-Йорк (Бронкс, Бруклин, Манхэттен, Статен-Айленд, Куинс).
- Отряд T — Автомагистраль штата Нью-Йорк, (I-84, 1991—2010).

Каждый отряд включает в себя 2—4 «зоны», которые называются просто номером зоны. В каждой зоне расположено несколько станций.

## Структура званий и форма
Шевроны чёрные на сером фоне, носятся на верхней части рукава как рубашки, так и куртки. Знаки отличия с техника-лейтенанта до директора носятся на воротнике рубашки и плечевых петлях куртки Gore-Tex.
| Звание                                        | Шеврон |
| --------------------------------------------- | ------ |
| Директор                                      |        |
| Первый заместитель директора                  |        |
| Заместитель директора (Полковник)             |        |
| Помощник заместителя директора (Подполковник) |        |
| Штаб-инспектор                                |        |
| Майор                                         |        |
| Капитан                                       |        |
| Лейтенант                                     |        |
| Техник-лейтенант                              |        |
| Главный техник-сержант                        |        |
| Штаб-сержант                                  |        |
| Первый сержант                                |        |
| Старший детектив (в штатском)                 |        |
| Сержант зоны                                  |        |
| Сержант-командир станции                      |        |
| Техник-сержант                                |        |
| Сержант                                       |        |
| Детектив                                      |        |
| Офицер                                        |        |

### Униформа
Форма офицеров шьётся из серой шерсти, исключение — куртка из ткани Gore-Tex. До 1958 года форма (рубашка, куртка, брюки) была не серая, а из равного количества белых и чёрных волокон, что символизирует беспристрастность правосудия. Полиция штата Нью-Йорк одна из пяти государственных полицейских сил, которые не носят значки на своей форме. Подобно флагу США, форма сжигается, при не возможности дальнейшего использования. Офицеры носят фетровую шляпу Стетсона с кожаным ремешком и фиолетовой лентой вокруг. Фиолетовый цвет галстука и ленты на шляпе означает профессиональность офицера, а чёрная полоса вышивается на брюках в память о погибших сослуживцах.

### Сотрудники связи полиции штата (Операторы 911 полиции штата)
Операторы связи, часто являются линией жизни для всех граждан штата, нуждающихся в неотложной помощи. Эти люди принимают жалобы граждан, отправляют офицеров на вызовы и чрезвычайные ситуации, а также принимают звонки на номер 911. Операторы дают медицинские рекомендации по телефону, начиная с приёма родов заканчивая проведением СЛР.

### Номера автомобилей
Номер патрульной машины будет содержать префиксы отряда и зоны или группы, например: автомобиль 1А30 будет патрулировать зону 1 в отряде А. Префиксы с 1 по 4 используются патрульными зоны, 5 — детективами BCI (Бюро Уголовных Расследований), 6 — Portables, 7 — различные местные агентства связанные с полицией штата Нью-Йорк, 8 — специальными группами и 9 — диспетчерами. Автомобили не имеющие префиксов, например К55, являются автомобилями штаб-квартиры. Полиция штата Нью-Йорк также использует стандартные блок-номера для идентификации типа единицы, имеющей определённый номер:
Административные
- L1 — майор
- L2 — капитан (Исполнительный директор)
- L5 — капитан Бюро уголовных расследований
- L10-L49 — администрация отряда — маркированные автомобили
- L50-L69 — администрация отряда — не маркированные автомобили
- L70-L89 — различный транспорт администрации
- L90-L99 — офицеры связи
- L101-L109 — команда управления по дорожным происшествием

Полицейские в форме
- 1L1 — капитан (командир зоны)
- 1L2 — лейтенант
- 1L10-1L49 — маркированные автомобили
- 1L50-1L79 — не маркированные автомобили
- 1L80-1L89 — различный транспорт

Бюро уголовных расследований
- L5 — капитан BCI
- 5L1 — лейтенант BCI
- 5L15-5L24 — старший детектив BCI
- 5L25-5L199 — детектив BCI

Portables
- 6L1-6L99 — административные Portables
- 6L100-6L499 — полицейские Portables
- 6L500-6L599 — BCI Portables

Специальные группы
- Henry (H) — полицейский департамент штата — отдел штаб-квартиры
- Nora (N) — полицейский департамент штата — экологическая охрана
- Robert (R) — полицейский департамент штата — подразделение академии
- Sam (S) — полицейский департамент штата — подразделение по специальным расследованиям

## Подготовка
Рекруты должны пройти 26-недельную тренировку до назначения на должность полицейского штата. Выездное обучение проходит в академии полиции штата Нью-Йорк в Олбани. Затем, после полевой подготовки в академии, рекрут должен закончит 10-недельный тренинг с обученным офицером полевой подготовки (FTO), в звании офицера до назначения в отряд.